# Блаффс (Іллінойс)
Блаффс (англ. Bluffs) — селище (англ. village) в США, в окрузі Скотт штату Іллінойс. Населення — 618 осіб (2020).

## Географія
Блаффс розташований за координатами 39°44′57″ пн. ш. 90°32′7″ зх. д. / 39.74917° пн. ш. 90.53528° зх. д. (39.749254, -90.535253).  За даними Бюро перепису населення США в 2010 році селище мало площу 2,31 км², уся площа — суходіл.

## Демографія
Згідно з переписом 2010 року, у селищі мешкало 715 осіб у 291 домогосподарстві у складі 199 родин. Густота населення становила 309 осіб/км².  Було 317 помешкань (137/км²).
Расовий склад населення:
| - 98,5 % — білих - 0,3 % — корінних американців - 0,1 % — чорних або афроамериканців - 0,1 % — азіатів |

До двох чи більше рас належало 0,7 %. Частка іспаномовних становила 0,3 % від усіх жителів.
За віковим діапазоном населення розподілялося таким чином: 26,9 % — особи молодші 18 років, 60,2 % — особи у віці 18—64 років, 12,9 % — особи у віці 65 років та старші. Медіана віку мешканця становила 36,2 року. На 100 осіб жіночої статі у селищі припадало 104,9 чоловіків;  на 100 жінок у віці від 18 років та старших — 93,7 чоловіків також старших 18 років.
Середній дохід на одне домашнє господарство  становив 49 705 доларів США (медіана — 43 313), а середній дохід на одну сім'ю — 56 154 долари (медіана — 52 885). Медіана доходів становила 42 969 доларів для чоловіків та 27 368 доларів для жінок. За межею бідності перебувало 14,1 % осіб, у тому числі 27,6 % дітей у віці до 18 років та 8,3 % осіб у віці 65 років та старших.
Цивільне працевлаштоване населення становило 342 особи. Основні галузі зайнятості: освіта, охорона здоров'я та соціальна допомога — 19,6 %, виробництво — 12,9 %, транспорт — 9,9 %, роздрібна торгівля — 9,6 %.